# Verwaltungsgemeinschaft Georgensgmünd
Die Verwaltungsgemeinschaft Georgensgmünd im mittelfränkischen Landkreis Roth wurde im Zuge der Gemeindegebietsreform am 1. Mai 1978 gegründet und zum 1. Januar 1980 bereits wieder aufgelöst.
Der Verwaltungsgemeinschaft hatten die Gemeinden Georgensgmünd und Röttenbach angehört.